# Les Portes-en-Ré
Les Portes-en-Ré ist eine Gemeinde mit 582 Einwohnern (Stand 1. Januar 2022) auf der Île de Ré an der französischen Atlantikküste. Es handelt sich um ein Dorf mit einem kleinen Hafen an der Nordküste der Île de Ré, gegenüber der Küste des Département Vendée.
Die Gemeinde von Les Portes besitzt einige der schönsten Strände der Insel. Die Uferlinie an der Nordküste der Insel, zwischen Saint-Clément-des-Baleines und Les Portes, besteht aus einem etwa sechs Kilometer langen und mehrere hundert Meter breiten Strand, der zur Hälfte zu Les Portes gehört. An der Ostküste, gegenüber der Vendée, liegt der etwa sechs Kilometer lange Strand von Trousse Chemise. Etwas weiter südlich gibt es noch den Strand von La Patache. Dieser dient den Austernzüchtern auch als Basis für ihre Spezialschiffe. Das sind sehr stabile, flache Metallboote mit extrem geringem Tiefgang und hochziehbarer Antriebseinheit, bestehend aus Motor und Propeller. Oftmals haben die Boote auch an den Seiten noch je ein Rad und vorn eine Anhängevorrichtung, damit sie von Traktoren direkt zum heimischen Betrieb gezogen werden können, ohne die geernteten Austern am Strand umladen zu müssen.
Durch den Bau der Brücke zwischen La Rochelle und Rivedoux-Plage im Jahre 1988 hat der Tourismus zwar sehr stark zugenommen, die Bewohner von Les Portes haben es jedoch verstanden, den Charakter ihrer Gemeinde weitgehend zu erhalten. Trotz des großen Urlauberandrangs bleiben die ausgewiesenen Naturschutzgebiete unbehelligt.

## Geschichte
Eine Legende erzählt, wie der Name des Gehölzes‚ La Trousse Chemise entstanden sein soll: 1627 hatten die Franzosen unter der Führung von Toiras die Engländer unter Herzog Buckingham von der Insel verjagt. Als diese mit ihren Schiffen den Fier du Ars verließen, hoben die Franzosen am Strand ihre Hemden hoch (troussèrent leurs chemises) und zeigten ihren abziehenden Widersachern ihre Hinterteile.

### Bevölkerungsentwicklung
| Jahr                       | 1962 | 1968 | 1975 | 1982 | 1990 | 1999 | 2007 | 2016 |
| Einwohner                  | 412  | 424  | 478  | 513  | 660  | 661  | 645  | 612  |
| Quellen: Cassini und INSEE |      |      |      |      |      |      |      |      |

## Tourismus
- Im Ort gibt es mehrere gut ausgestattete Campingplätze in unmittelbarer Strandnähe, die auch über mietbare Mobilheime verfügen.

## Sport
- Surfing
- Golf

## Sehenswürdigkeiten

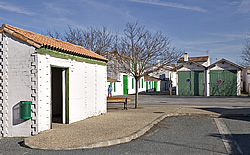
Alter Bahnhof mit dem Doppellokschuppen, heute Feuerwehrhaus

- La Place de la Liberté, ein Ort der Begegnung mit dem Bazenne, einem Restaurantcafé zum Empfang von Familien, Gruppen und Jugendorganisationen.
- Kirche Saint Eutrope
- L’ancienne Gare (früherer Bahnhof) der Eisenbahn der l’Île de Ré", gebaut 1898.
- Die Kapelle La Chapelle de la Redoute.
- Der alte Hafen
- Das Vogelschutzgebiet l'Îleau des Niges et ses oiseaux mit der Basis der LPO (Ligue de Protection des Oiseaux), der französischen Liga für Vogelschutz
- Die Strände Gros Jonc, Petit Bec, Lizay, La Loge und Plage de la Chiouse
- Le Banc du Bûcheron, die Bank des Holzfällers. Von hier aus kann man bei Ebbe sehr schön die Bucht des Fier d’Ars betrachten.

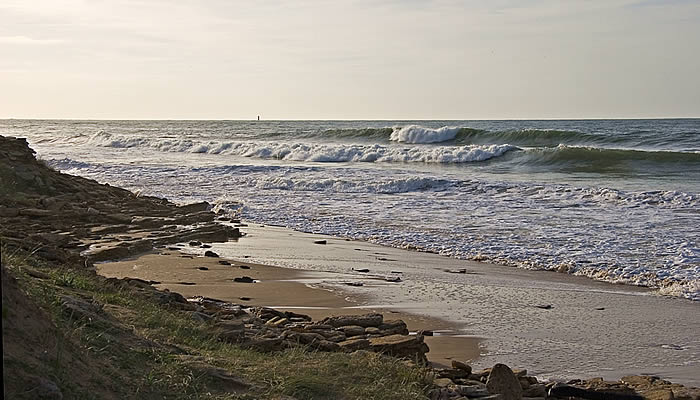
Strand von Lizay
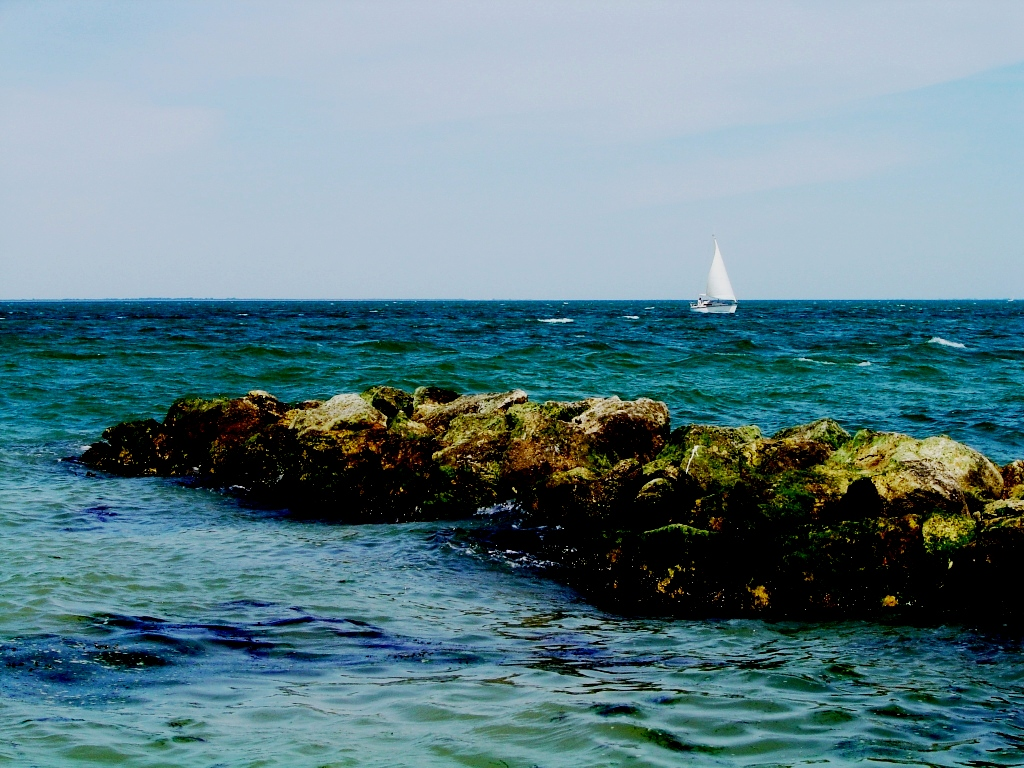
Küste von Les Portes bei der Trousse Chemise
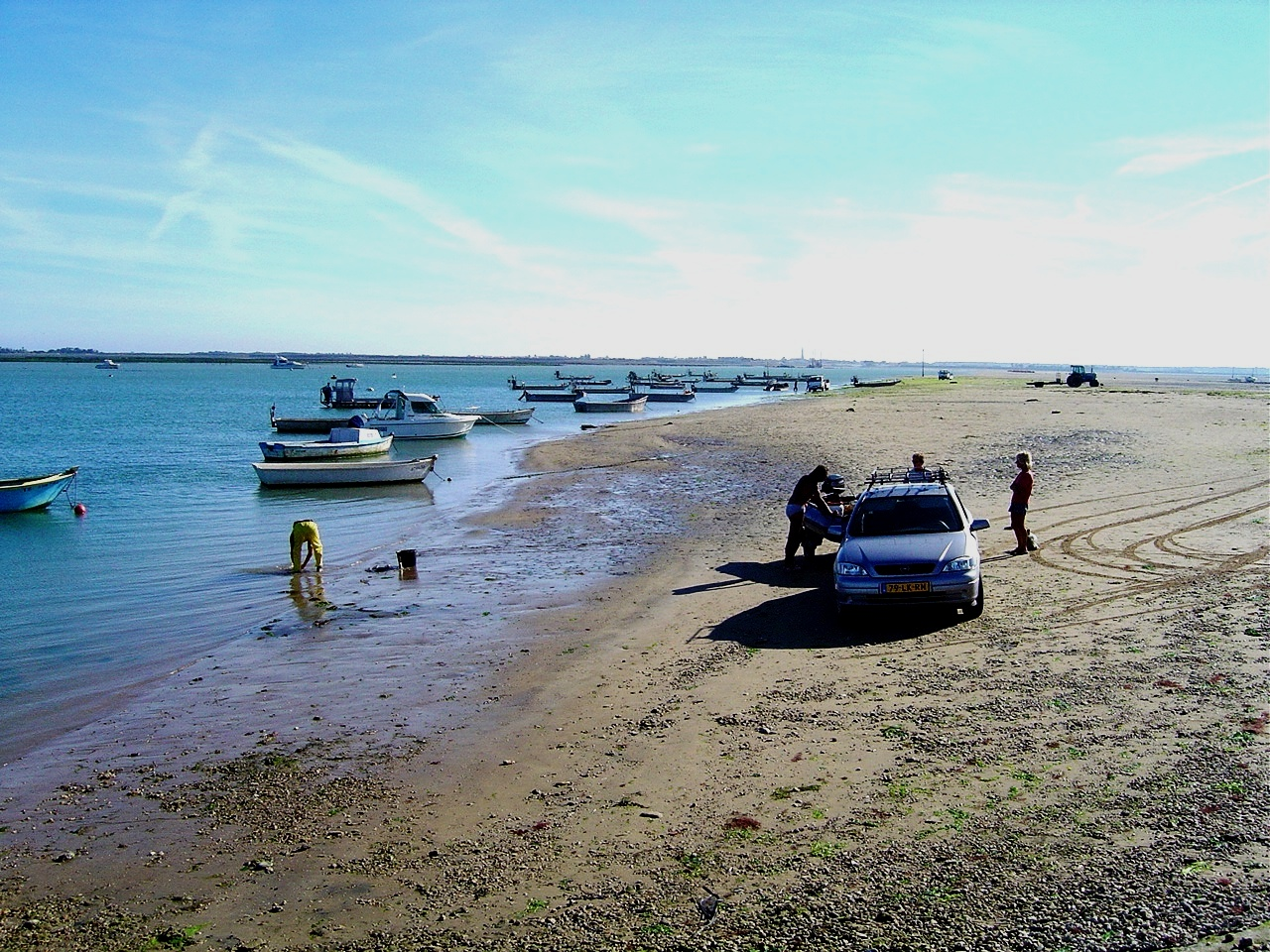
Strand von La Patache. Im Hintergrund Boote der Austernzüchter